# 대한민국의 법원 관할 구역
현재 대한민국의 법원은 3심제 실시에다가 재판받는 장소가 달라서 거기에 따라 지정된 각 법원별 담당 구역이다.

## 대법원
현재 대한민국은 한 사건을 가지고 3회 이상 재판할 수 있으며 1심, 2심, 3심 받는 장소도 다르다. 그 중 대법원은 모든 사건에 대한 최종심을 담당한다.
| 법원명 | 담당 구역        | 주소                           | 대응 검찰기관 | 대응 경찰기관 |
| ------ | ---------------- | ------------------------------ | ------------- | ------------- |
| 대법원 | 대한민국 전 지역 | 서울특별시 서초구 서초대로 219 | 대검찰청      | 경찰청        |

## 고등법원급
현재 고등법원과 특허법원은 중대한 사건에 대한 두 번째 재판을 담당한다.
| 법원명       | 관할 구역                                                                         | 주소                              | 대응 검찰기관  | 대응 경찰기관                                                             |
| ------------ | --------------------------------------------------------------------------------- | --------------------------------- | -------------- | ------------------------------------------------------------------------- |
| 서울고등법원 | 서울특별시 전 지역 경기도 북부 인천광역시 전 지역 강원특별자치도 전 지역          | 서울특별시 서초구 서초중앙로 157  | 서울고등검찰청 | 서울특별시경찰청 인천광역시경찰청 경기도북부경찰청 강원특별자치도경찰청   |
| 수원고등법원 | 경기도 남부                                                                       | 경기도 수원시 영통구 법조로 105   | 수원고등검찰청 | 경기도남부경찰청                                                          |
| 대전고등법원 | 대전광역시 전 지역 세종특별자치시 전 지역 충청남도 전 지역 충청북도 전 지역       | 대전광역시 서구 둔산중로78번길 45 | 대전고등검찰청 | 대전광역시경찰청 세종특별자치시경찰청 충청북도경찰청 충청남도경찰청       |
| 대구고등법원 | 대구광역시 전 지역 경상북도 전 지역                                               | 대구광역시 수성구 동대구로 364    | 대구고등검찰청 | 대구광역시경찰청 경상북도경찰청                                           |
| 부산고등법원 | 부산광역시 전 지역 경상남도 전 지역 울산광역시 전 지역                            | 부산광역시 연제구 법원로 31       | 부산고등검찰청 | 부산광역시경찰청 울산광역시경찰청 경상남도경찰청                          |
| 광주고등법원 | 광주광역시 전 지역 전라남도 전 지역 전북특별자치도 전 지역 제주특별자치도 전 지역 | 광주광역시 동구 준법로 7-12       | 광주고등검찰청 | 광주광역시경찰청 전북특별자치도경찰청 전라남도경찰청 제주특별자치도경찰청 |
| 특허법원     | 대한민국 전 지역                                                                  | 대전광역시 서구 둔산중로 69       | (없음)         | (없음)                                                                    |

## 지방법원급
현재 대한민국의 지방법원급 법원에는 지방법원, 가정법원, 행정법원, 회생법원 등이 있으며, 각 사건을 담당하는 곳도 다르며 사건에 대한 첫 번째 재판을 담당한다. 경미한 사건일 경우 두 번째 재판도 담당한다.

### 지방법원
모든 사건 중 평범한 사건일 경우 첫 번째 재판은 지방법원에서 실시한다.

#### 서울고등법원
| 법원명                    | 관할 구역 | 주소                                        | 대응 검찰기관               | 대응 경찰기관 |
| ------------------------- | --- | ------------------------------------------- | --------------------------- | --- |
| 서울중앙지방법원          | 서울특별시 종로구 서울특별시 중구 서울특별시 동작구 서울특별시 관악구 서울특별시 서초구 서울특별시 강남구     | 서울특별시 서초구 서초중앙로 157            | 서울중앙지방검찰청          | 서울종로경찰서 서울혜화경찰서 서울중부경찰서 서울남대문경찰서 서울동작경찰서 서울관악경찰서 서울서초경찰서 서울방배경찰서 서울강남경찰서 서울수서경찰서 |
| 서울남부지방법원          | 서울특별시 양천구 서울특별시 강서구 서울특별시 구로구 서울특별시 금천구 서울특별시 영등포구                   | 서울특별시 양천구 신월로 386                | 서울남부지방검찰청          | 서울양천경찰서 서울강서경찰서 서울구로경찰서 서울금천경찰서 서울영등포경찰서                                                                            |
| 서울동부지방법원          | 서울특별시 성동구 서울특별시 광진구 서울특별시 송파구 서울특별시 강동구                                       | 서울특별시 송파구 법원로 101                | 서울동부지방검찰청          | 서울성동경찰서 서울광진경찰서 서울송파경찰서 서울강동경찰서                                                                                             |
| 서울서부지방법원          | 서울특별시 용산구 서울특별시 은평구 서울특별시 서대문구 서울특별시 마포구                                     | 서울특별시 마포구 마포대로 174              | 서울서부지방검찰청          | 서울용산경찰서 서울은평경찰서 서울서부경찰서 서울서대문경찰서 서울마포경찰서                                                                            |
| 서울북부지방법원          | 서울특별시 동대문구 서울특별시 중랑구 서울특별시 성북구 서울특별시 강북구 서울특별시 도봉구 서울특별시 노원구 | 서울특별시 도봉구 마들로 749                | 서울북부지방검찰청          | 서울동대문경찰서 서울중랑경찰서 서울성북경찰서 서울종암경찰서 서울강북경찰서 서울도봉경찰서 서울노원경찰서                                              |
| 의정부지방법원            | 경기도 의정부시 경기도 동두천시 경기도 양주시 경기도 포천시 경기도 연천군 강원특별자치도 철원군               | 경기도 의정부시 녹양로34번길 23             | 의정부지방검찰청            | 의정부경찰서 동두천경찰서 양주경찰서 포천경찰서 연천경찰서 철원경찰서                                                                                   |
| 의정부지방법원 고양지원   | 경기도 고양시 경기도 파주시                                                                                   | 경기도 고양시 일산동구 장백로 209           | 의정부지방검찰청 고양지청   | 고양경찰서 일산동부경찰서 일산서부경찰서 파주경찰서 |
| 의정부지방법원 남양주지원 | 경기도 구리시 경기도 남양주시 경기도 가평군                                                                   | 경기도 남양주시 다산중앙로82번안길 161      | 의정부지방검찰청 남양주지청 | 구리경찰서 남양주남부경찰서 남양주북부경찰서 가평경찰서                                                                                                 |
| 인천지방법원              | 인천광역시 전 지역                                                                                            | 인천광역시 미추홀구 소성로163번길 17        | 인천지방검찰청              | 인천중부경찰서 인천미추홀경찰서 인천연수경찰서 인천남동경찰서 인천논현경찰서 인천부평경찰서 인천삼산경찰서 인천계양경찰서 인천서부경찰서 인천강화경찰서 |
| 인천지방법원 부천지원     | 경기도 부천시 경기도 김포시                                                                                   | 경기도 부천시 상일로 129                    | 인천지방검찰청 부천지청     | 부천원미경찰서 부천소사경찰서 부천오정경찰서 김포경찰서                                                                                                 |
| 춘천지방법원              | 강원특별자치도 춘천시 강원특별자치도 홍천군 강원특별자치도 화천군 강원특별자치도 양구군 강원특별자치도 인제군 | 강원특별자치도 춘천시 공지로 284            | 춘천지방검찰청              | 춘천경찰서 홍천경찰서 화천경찰서 양구경찰서 인제경찰서                                                                                                  |
| 춘천지방법원 강릉지원     | 강원특별자치도 강릉시 강원특별자치도 동해시 강원특별자치도 삼척시                                             | 강원특별자치도 강릉시 동해대로 3288-18      | 춘천지방검찰청 강릉지청     | 강릉경찰서 동해경찰서 삼척경찰서 |
| 춘천지방법원 원주지원     | 강원특별자치도 원주시 강원특별자치도 횡성군                                                                   | 강원특별자치도 원주시 시청로 149            | 춘천지방검찰청 원주지청     | 원주경찰서 횡성경찰서 |
| 춘천지방법원 속초지원     | 강원특별자치도 속초시 강원특별자치도 고성군 강원특별자치도 양양군                                             | 강원특별자치도 속초시 법대로 15             | 춘천지방검찰청 속초지청     | 속초경찰서 고성경찰서 양양경찰서 |
| 춘천지방법원 영월지원     | 강원특별자치도 태백시 강원특별자치도 영월군 강원특별자치도 평창군 강원특별자치도 정선군                       | 강원특별자치도 영월군 영월읍 영월향교1길 53 | 춘천지방검찰청 영월지청     | 태백경찰서 영월경찰서 평창경찰서 정선경찰서 |

#### 수원고등법원
| 법원명                | 관할 구역                                               | 주소                                   | 대응 검찰기관           | 대응 경찰기관 |
| --------------------- | ------------------------------------------------------- | -------------------------------------- | ----------------------- | --- |
| 수원지방법원          | 경기도 수원시 경기도 오산시 경기도 용인시 경기도 화성시 | 경기도 수원시 영통구 법조로 105        | 수원지방검찰청          | 수원중부경찰서 수원서부경찰서 수원남부경찰서 오산경찰서 용인동부경찰서 용인서부경찰서 화성서부경찰서 화성동탄경찰서 |
| 수원지방법원 성남지원 | 경기도 성남시 경기도 하남시 경기도 광주시               | 경기도 성남시 수정구 산성대로 451      | 수원지방검찰청 성남지청 | 성남수정경찰서 성남중원경찰서 분당경찰서 하남경찰서 광주경찰서                                                      |
| 수원지방법원 여주지원 | 경기도 이천시 경기도 여주시 경기도 양평군               | 경기도 여주시 현암로 21-12             | 수원지방검찰청 여주지청 | 이천경찰서 여주경찰서 양평경찰서                                                                                    |
| 수원지방법원 평택지원 | 경기도 평택시 경기도 안성시                             | 경기도 평택시 평남로 1036              | 수원지방검찰청 평택지청 | 평택경찰서 안성경찰서                                                                                               |
| 수원지방법원 안산지원 | 경기도 광명시 경기도 안산시 경기도 시흥시               | 경기도 안산시 단원구 광덕서로 75       | 수원지방검찰청 안산지청 | 광명경찰서 안산상록경찰서 안산단원경찰서 시흥경찰서                                                                 |
| 수원지방법원 안양지원 | 경기도 안양시 경기도 과천시 경기도 군포시 경기도 의왕시 | 경기도 안양시 동안구 관평로 212번길 70 | 수원지방검찰청 안양지청 | 안양만안경찰서 안양동안경찰서 과천경찰서 군포경찰서 의왕경찰서                                                      |

#### 대전고등법원
| 법원명                | 담당 구역                                                                       | 주소                                   | 대응 검찰기관           | 대응 경찰기관 |
| --------------------- | ------------------------------------------------------------------------------- | -------------------------------------- | ----------------------- | --- |
| 대전지방법원          | 대전광역시 전 지역 세종특별자치시 전 지역 충청남도 금산군                       | 대전광역시 서구 둔산중로78번길 45      | 대전지방검찰청          | 대전동부경찰서 대전중부경찰서 대전서부경찰서 대전둔산경찰서 대전유성경찰서 대전대덕경찰서 세종남부경찰서 세종북부경찰서 금산경찰서 |
| 대전지방법원 홍성지원 | 충청남도 보령시 충청남도 서천군 충청남도 홍성군 충청남도 예산군                 | 충청남도 홍성군 홍성읍 법원로 38       | 대전지방검찰청 홍성지청 | 보령경찰서 서천경찰서 홍성경찰서 예산경찰서                                                                                        |
| 대전지방법원 공주지원 | 충청남도 공주시 충청남도 청양군                                                 | 충청남도 공주시 한적2길 34-15          | 대전지방검찰청 공주지청 | 공주경찰서 청양경찰서 |
| 대전지방법원 논산지원 | 충청남도 논산시 충청남도 계룡시 충청남도 부여군                                 | 충청남도 논산시 강경읍 계백로 99       | 대전지방검찰청 논산지청 | 논산경찰서 부여경찰서 |
| 대전지방법원 서산지원 | 충청남도 서산시 충청남도 당진시 충청남도 태안군                                 | 충청남도 서산시 공림4로 24             | 대전지방검찰청 서산지청 | 서산경찰서 당진경찰서 태안경찰서                                                                                                   |
| 대전지방법원 천안지원 | 충청남도 천안시 충청남도 아산시                                                 | 충청남도 천안시 동남구 청수14로 77     | 대전지방검찰청 천안지청 | 천안동남경찰서 천안서북경찰서 아산경찰서                                                                                           |
| 청주지방법원          | 충청북도 청주시 충청북도 보은군 충청북도 진천군 충청북도 괴산군 충청북도 증평군 | 충청북도 청주시 서원구 산남로62번길 51 | 청주지방검찰청          | 청주상당경찰서 청주흥덕경찰서 청주청원경찰서 보은경찰서 진천경찰서 괴산경찰서                                                      |
| 청주지방법원 충주지원 | 충청북도 충주시 충청북도 음성군                                                 | 충청북도 충주시 계명대로 103           | 청주지방검찰청 충주지청 | 충주경찰서 음성경찰서 |
| 청주지방법원 제천지원 | 충청북도 제천시 충청북도 단양군                                                 | 충청북도 제천시 칠성로 53              | 청주지방검찰청 제천지청 | 제천경찰서 단양경찰서 |
| 청주지방법원 영동지원 | 충청북도 옥천군 충청북도 영동군                                                 | 충청북도 영동군 영동읍 영동황간로 99   | 청주지방검찰청 영동지청 | 옥천경찰서 영동경찰서 |

#### 대구고등법원
| 법원명                | 관할 구역 | 주소                               | 대응 검찰기관           | 대응 경찰기관 |
| --------------------- | --- | ---------------------------------- | ----------------------- | --- |
| 대구지방법원          | 대구광역시 중구 대구광역시 동구 대구광역시 남구 대구광역시 북구 대구광역시 수성구 경상북도 영천시 경상북도 경산시 경상북도 청도군 경상북도 칠곡군 | 대구광역시 수성구 동대구로 364     | 대구지방검찰청          | 대구중부경찰서 대구동부경찰서 대구남부경찰서 대구북부경찰서 대구강북경찰서 대구수성경찰서 영천경찰서 경산경찰서 청도경찰서 칠곡경찰서 |
| 대구지방법원 서부지원 | 대구광역시 서구 대구광역시 달서구 대구광역시 달성군 경상북도 고령군 경상북도 성주군                                                               | 대구광역시 달서구 장산남로 30      | 대구지방검찰청 서부지청 | 대구서부경찰서 대구달서경찰서 대구성서경찰서 대구달성경찰서 고령경찰서 성주경찰서                                                     |
| 대구지방법원 안동지원 | 경상북도 안동시 경상북도 영주시 경상북도 봉화군                                                                                                   | 경상북도 안동시 강남로 304         | 대구지방검찰청 안동지청 | 안동경찰서 영주경찰서 봉화경찰서 |
| 대구지방법원 경주지원 | 경상북도 경주시 | 경상북도 경주시 화랑로 89          | 대구지방검찰청 경주지청 | 경주경찰서 |
| 대구지방법원 포항지원 | 경상북도 포항시 경상북도 울릉군 | 경상북도 포항시 북구 법원로 181    | 대구지방검찰청 포항지청 | 포항남부경찰서 포항북부경찰서 울릉경찰서                                                                                              |
| 대구지방법원 김천지원 | 경상북도 김천시 경상북도 구미시 | 경상북도 김천시 물망골길 39        | 대구지방검찰청 김천지청 | 김천경찰서 구미경찰서 |
| 대구지방법원 상주지원 | 경상북도 상주시 경상북도 문경시 경상북도 예천군                                                                                                   | 경상북도 상주시 북천로 17-9        | 대구지방검찰청 상주지청 | 상주경찰서 문경경찰서 예천경찰서 |
| 대구지방법원 의성지원 | 대구광역시 군위군 경상북도 의성군 경상북도 청송군                                                                                                 | 경상북도 의성군 의성읍 군청길 67   | 대구지방검찰청 의성지청 | 군위경찰서 의성경찰서 청송경찰서 |
| 대구지방법원 영덕지원 | 경상북도 영양군 경상북도 영덕군 경상북도 울진군                                                                                                   | 경상북도 영덕군 영덕읍 경동로 8337 | 대구지방검찰청 영덕지청 | 영양경찰서 영덕경찰서 울진경찰서 |

#### 부산고등법원
| 법원명                | 관할 구역 | 주소                                    | 대응 검찰기관           | 대응 경찰기관                                                                                          |
| --------------------- | --- | --------------------------------------- | ----------------------- | --- |
| 부산지방법원          | 부산광역시 중구 부산광역시 동구 부산광역시 영도구 부산광역시 부산진구 부산광역시 동래구 부산광역시 금정구 부산광역시 연제구 | 부산광역시 연제구 법원로 31             | 부산지방검찰청          | 부산중부경찰서 부산동부경찰서 부산영도경찰서 부산진경찰서 부산동래경찰서 부산금정경찰서 부산연제경찰서 |
| 부산지방법원 동부지원 | 부산광역시 남구 부산광역시 해운대구 부산광역시 수영구 부산광역시 기장군                                                     | 부산광역시 해운대구 재반로112번길 20    | 부산지방검찰청 동부지청 | 부산남부경찰서 부산해운대경찰서 부산기장경찰서                                                         |
| 부산지방법원 서부지원 | 부산광역시 서구 부산광역시 북구 부산광역시 사하구 부산광역시 강서구 부산광역시 사상구                                       | 부산광역시 강서구 명지국제7로 77        | 부산지방검찰청 서부지청 | 부산서부경찰서 부산북부경찰서 부산사하경찰서 부산강서경찰서 부산사상경찰서                             |
| 창원지방법원          | 경상남도 창원시 의창구 경상남도 창원시 성산구 경상남도 창원시 진해구 경상남도 김해시                                        | 경상남도 창원시 성산구 창이대로 681     | 창원지방검찰청          | 창원중부경찰서 창원서부경찰서 진해경찰서 김해중부경찰서 김해서부경찰서                                 |
| 창원지방법원 마산지원 | 경상남도 창원시 마산합포구 경상남도 창원시 마산회원구 경상남도 의령군 경상남도 함안군                                       | 경상남도 창원시 마산합포구 완월동7길 16 | 창원지방검찰청 마산지청 | 마산중부경찰서 마산동부경찰서 의령경찰서 함안경찰서                                                    |
| 창원지방법원 진주지원 | 경상남도 진주시 경상남도 사천시 경상남도 남해군 경상남도 하동군 경상남도 산청군                                             | 경상남도 진주시 진양호로 303            | 창원지방검찰청 진주지청 | 진주경찰서 사천경찰서 남해경찰서 하동경찰서 산청경찰서                                                 |
| 창원지방법원 통영지원 | 경상남도 통영시 경상남도 거제시 경상남도 고성군                                                                             | 경상남도 통영시 용남면 동달안길 67      | 창원지방검찰청 통영지청 | 통영경찰서 거제경찰서 고성경찰서                                                                       |
| 창원지방법원 밀양지원 | 경상남도 밀양시 경상남도 창녕군                                                                                             | 경상남도 밀양시 밀양대로 1993-20        | 창원지방검찰청 밀양지청 | 밀양경찰서 창녕경찰서                                                                                  |
| 창원지방법원 거창지원 | 경상남도 함양군 경상남도 거창군 경상남도 합천군                                                                             | 경상남도 거창군 거창읍 죽전1길 31       | 창원지방검찰청 거창지청 | 함양경찰서 거창경찰서 합천경찰서                                                                       |
| 울산지방법원          | 울산광역시 전 지역 경상남도 양산시                                                                                          | 울산광역시 남구 법대로 55               | 울산지방검찰청          | 울산중부경찰서 울산남부경찰서 울산동부경찰서 울산북부경찰서 울산울주경찰서 양산경찰서                  |

#### 광주고등법원
| 법원명                | 관할 구역 | 주소                                   | 대응 검찰기관           | 대응 경찰기관 |
| --------------------- | --- | -------------------------------------- | ----------------------- | --- |
| 광주지방법원          | 광주광역시 전 지역 전라남도 나주시 전라남도 담양군 전라남도 곡성군 전라남도 화순군 전라남도 영광군 전라남도 장성군                  | 광주광역시 동구 준법로 7-12            | 광주지방검찰청          | 광주동부경찰서 광주서부경찰서 광주남부경찰서 광주북부경찰서 광주광산경찰서 나주경찰서 담양경찰서 곡성경찰서 화순경찰서 영광경찰서 장성경찰서 |
| 광주지방법원 목포지원 | 전라남도 목포시 전라남도 영암군 전라남도 무안군 전라남도 함평군 전라남도 신안군                                                     | 전라남도 목포시 정의로 29              | 광주지방검찰청 목포지청 | 목포경찰서 영암경찰서 무안경찰서 함평경찰서 신안경찰서                                                                                       |
| 광주지방법원 장흥지원 | 전라남도 장흥군 전라남도 강진군 | 전라남도 장흥군 장흥읍 읍성로 121-1    | 광주지방검찰청 장흥지청 | 장흥경찰서 강진경찰서 |
| 광주지방법원 순천지원 | 전라남도 여수시 전라남도 순천시 전라남도 광양시 전라남도 구례군 전라남도 고흥군 전라남도 보성군                                     | 전라남도 순천시 왕지로 21              | 광주지방검찰청 순천지청 | 여수경찰서 순천경찰서 광양경찰서 구례경찰서 고흥경찰서 보성경찰서                                                                            |
| 광주지방법원 해남지원 | 전라남도 해남군 전라남도 완도군 전라남도 진도군                                                                                     | 전라남도 해남군 해남읍 중앙1로 330     | 광주지방검찰청 해남지청 | 해남경찰서 완도경찰서 진도경찰서 |
| 전주지방법원          | 전북특별자치도 전주시 전북특별자치도 김제시 전북특별자치도 완주군 전북특별자치도 진안군 전북특별자치도 무주군 전북특별자치도 임실군 | 전북특별자치도 전주시 덕진구 가인로 33 | 전주지방검찰청          | 전주완산경찰서 전주덕진경찰서 김제경찰서 완주경찰서 진안경찰서 무주경찰서 임실경찰서                                                         |
| 전주지방법원 군산지원 | 전북특별자치도 군산시 전북특별자치도 익산시                                                                                         | 전북특별자치도 군산시 법원로 68        | 전주지방검찰청 군산지청 | 군산경찰서 익산경찰서 |
| 전주지방법원 정읍지원 | 전북특별자치도 정읍시 전북특별자치도 고창군 전북특별자치도 부안군                                                                   | 전북특별자치도 정읍시 수성6로 29       | 전주지방검찰청 정읍지청 | 정읍경찰서 고창경찰서 부안경찰서 |
| 전주지방법원 남원지원 | 전북특별자치도 남원시 전북특별자치도 장수군 전북특별자치도 순창군                                                                   | 전북특별자치도 남원시 용성로 59        | 전주지방검찰청 남원지청 | 남원경찰서 장수경찰서 순창경찰서 |
| 제주지방법원          | 제주특별자치도 전 지역 | 제주특별자치도 제주시 남광북5길 3      | 제주지방검찰청          | 제주동부경찰서 제주서부경찰서 서귀포경찰서                                                                                                   |

### 가정법원
가정법원은 소년 재판(본원에서만 담당), 이혼 재판 등을 담당하고 있다. 담당 법원은 지방법원과 비슷하며 가정법원이 없는 곳은 지방법원이 담당한다. 이와 대응되는 경·검찰 기관과 담당 구역은 지방법원과 같다.
| 법원명                | 주소                                   |
| --------------------- | -------------------------------------- |
| 서울가정법원          | 서울특별시 서초구 강남대로 193         |
| 인천가정법원          | 인천광역시 미추홀구 경원대로 881       |
| 인천가정법원 부천지원 | 경기도 부천시 상일로 129               |
| 수원가정법원          | 경기도 수원시 영통구 매영로345번길 67  |
| 수원가정법원 성남지원 | 경기도 성남시 수정구 산성대로 451      |
| 수원가정법원 여주지원 | 경기도 여주시 세종로45번길 25          |
| 수원가정법원 평택지원 | 경기도 평택시 평남로 1036              |
| 수원가정법원 안산지원 | 경기도 안산시 단원구 광덕서로 7        |
| 수원가정법원 안양지원 | 경기도 안양시 동안구 관평로 212번길 70 |
| 대전가정법원          | 대전광역시 서구 둔산중로 69            |
| 대전가정법원 홍성지원 | 충청남도 홍성군 홍성읍 법원로 38       |
| 대전가정법원 공주지원 | 충청남도 공주시 한적2길 34-15          |
| 대전가정법원 논산지원 | 충청남도 논산시 강경읍 계백로 99       |
| 대전가정법원 서산지원 | 충청남도 서산시 공림4로 24             |
| 대전가정법원 천안지원 | 충청남도 천안시 동남구 청수14로 77     |
| 대구가정법원          | 대구광역시 달서구 장산남로 30          |
| 대구가정법원 안동지원 | 경상북도 안동시 강남로 304             |
| 대구가정법원 경주지원 | 경상북도 경주시 화랑로 89              |
| 대구가정법원 포항지원 | 경상북도 포항시 북구 법원로 181        |
| 대구가정법원 김천지원 | 경상북도 김천시 물망골길 39            |
| 대구가정법원 상주지원 | 경상북도 상주시 북천로 17-9            |
| 대구가정법원 의성지원 | 경상북도 의성군 의성읍 군청길 67       |
| 대구가정법원 영덕지원 | 경상북도 영덕군 영덕읍 경동로 8337     |
| 부산가정법원          | 부산광역시 연제구 법원로 31            |
| 울산가정법원          | 울산광역시 남구 법대로 55              |
| 광주가정법원          | 광주광역시 서구 상무번영로 85          |
| 광주가정법원 목포지원 | 전라남도 목포시 정의로 29              |
| 광주가정법원 장흥지원 | 전라남도 장흥군 장흥읍 읍성로 121-1    |
| 광주가정법원 순천지원 | 전라남도 순천시 왕지로 21              |
| 광주가정법원 해남지원 | 전라남도 해남군 해남읍 중앙1로 330     |

### 회생법원
회생법원은 회생이나 파산 재판 등을 담당하고 있다.
| 법원명       | 관할 구역 | 주소                             |
| ------------ | --- | -------------------------------- |
| 서울회생법원 | 서울특별시 | 서울특별시 서초구 서초중앙로 157 |
| 수원회생법원 | 수원시, 오산시, 용인시, 화성시, 성남시, 하남시, 광주시, 이천시, 여주시, 양평군 평택시, 안성시, 안산시, 광명시, 시흥시, 안양시, 과천시, 의왕시, 군포시 | 경기도 수원시 영통구 법조로 105  |
| 부산회생법원 | 부산광역시, 울산광역시, 경상남도 | 부산광역시 연제구 법원로 31      |

### 기타
이외에도 행정 재판을 담당하는 행정법원이 있다.
| 법원명       | 관할 구역  | 주소                           |
| ------------ | ---------- | ------------------------------ |
| 서울행정법원 | 서울특별시 | 서울특별시 서초구 강남대로 193 |

## 시·군법원
시·군법원은 담당 지방법원으로부터 거리가 먼 지역일 경우를 대비해 세운 법원이다.

### 서울고등법원
| 법원명       | 관할 구역                     | 주소                                          | 피산하 법원               |
| ------------ | ----------------------------- | --------------------------------------------- | ------------------------- |
| 동두천시법원 | 경기도 동두천시               | 경기도 동두천시 지행로 97                     | 의정부지방법원            |
| 포천시법원   | 경기도 포천시                 | 경기도 포천시 중앙로 27                       | 의정부지방법원            |
| 연천군법원   | 경기도 연천군                 | 경기도 연천군 연천읍 연천로 376               | 의정부지방법원            |
| 철원군법원   | 강원특별자치도 철원군         | 강원특별자치도 철원군 갈말읍 삼부연로 59      | 의정부지방법원            |
| 파주시법원   | 경기도 파주시                 | 경기도 파주시 금바위로 40                     | 의정부지방법원 고양지원   |
| 남양주시법원 | 경기도 구리시 경기도 남양주시 | 경기도 남양주시 경춘로 514                    | 의정부지방법원 남양주지원 |
| 가평군법원   | 경기도 가평군                 | 경기도 가평군 가평읍 가화로 180               | 의정부지방법원 남양주지원 |
| 강화군법원   | 인천광역시 강화군             | 인천광역시 강화군 강화읍 강화대로 300         | 인천지방법원              |
| 김포시법원   | 경기도 김포시                 | 경기도 김포시 봉화로 16                       | 인천지방법원 부천지원     |
| 홍천군법원   | 강원특별자치도 홍천군         | 강원특별자치도 홍천군 홍천읍 홍천로5길 8      | 춘천지방법원              |
| 화천군법원   | 강원특별자치도 화천군         | 강원특별자치도 화천군 화천읍 상승로 102       | 춘천지방법원              |
| 양구군법원   | 강원특별자치도 양구군         | 강원특별자치도 양구군 양구읍 관공서로 30      | 춘천지방법원              |
| 인제군법원   | 강원특별자치도 인제군         | 강원특별자치도 인제군 인제읍 인제로187번길 14 | 춘천지방법원              |
| 동해시법원   | 강원특별자치도 동해시         | 강원특별자치도 동해시 해안로 217              | 춘천지방법원 강릉지원     |
| 삼척시법원   | 강원특별자치도 삼척시         | 강원특별자치도 삼척시 청석로3길 16-17         | 춘천지방법원 강릉지원     |
| 횡성군법원   | 강원특별자치도 횡성군         | 강원특별자치도 횡성군 횡성읍 읍상로 36        | 춘천지방법원 원주지원     |
| 고성군법원   | 강원특별자치도 고성군         | 강원특별자치도 고성군 간성읍 간성로 84        | 춘천지방법원 속초지원     |
| 양양군법원   | 강원특별자치도 양양군         | 강원특별자치도 양양군 양양읍 양양로 93        | 춘천지방법원 속초지원     |
| 태백시법원   | 강원특별자치도 태백시         | 강원특별자치도 태백시 문화로1길 25            | 춘천지방법원 영월지원     |
| 평창군법원   | 강원특별자치도 평창군         | 강원특별자치도 평창군 평창읍 백오로 153       | 춘천지방법원 영월지원     |
| 정선군법원   | 강원특별자치도 정선군         | 강원특별자치도 정선군 정선읍 봉양7길 7        | 춘천지방법원 영월지원     |

### 수원고등법원
| 법원명     | 관할 구역                   | 주소                            | 피산하 법원           |
| ---------- | --------------------------- | ------------------------------- | --------------------- |
| 오산시법원 | 경기도 오산시 경기도 화성시 | 경기도 오산시 법원로 65         | 수원지방법원          |
| 용인시법원 | 경기도 용인시               | 경기도 용인시 처인구 성산로 7   | 수원지방법원          |
| 광주시법원 | 경기도 하남시 경기도 광주시 | 경기도 광주시 행정타운로 49-15  | 수원지방법원 성남지원 |
| 이천시법원 | 경기도 이천시               | 경기도 이천시 구만리로 308      | 수원지방법원 여주지원 |
| 양평군법원 | 경기도 양평군               | 경기도 양평군 양평읍 양근로 154 | 수원지방법원 여주지원 |
| 안성시법원 | 경기도 안성시               | 경기도 안성시 안성맞춤대로 1188 | 수원지방법원 평택지원 |
| 광명시법원 | 경기도 광명시               | 경기도 광명시 철산로 3-16       | 수원지방법원 안산지원 |

### 대전고등법원
| 법원명             | 관할 구역                       | 주소                                 | 피산하 법원           |
| ------------------ | ------------------------------- | ------------------------------------ | --------------------- |
| 세종특별자치시법원 | 세종특별자치시 전 지역          | 세종특별자치시 조치원읍 새내16길 27  | 대전지방법원          |
| 금산군법원         | 충청남도 금산군                 | 충청남도 금산군 금산읍 인삼로 7      | 대전지방법원          |
| 청양군법원         | 충청남도 청양군                 | 충청남도 청양군 청양읍 중앙로11길 20 | 대전지방법원 공주지원 |
| 부여군법원         | 충청남도 부여군                 | 충청남도 부여군 부여읍 사비로 28     | 대전지방법원 논산지원 |
| 보령시법원         | 충청남도 보령시                 | 충청남도 보령시 중앙로 128           | 대전지방법원 홍성지원 |
| 서천군법원         | 충청남도 서천군                 | 충청남도 서천군 장항읍 장항로 245    | 대전지방법원 홍성지원 |
| 예산군법원         | 충청남도 예산군                 | 충청남도 예산군 예산읍 벚꽃로 145    | 대전지방법원 홍성지원 |
| 당진시법원         | 충청남도 당진시                 | 충청남도 당진시 청룡길 140           | 대전지방법원 서산지원 |
| 태안군법원         | 충청남도 태안군                 | 충청남도 태안군 태안읍 탑골길 71     | 대전지방법원 서산지원 |
| 아산시법원         | 충청남도 아산시                 | 충청남도 아산시 용화로76번길 7       | 대전지방법원 천안지원 |
| 보은군법원         | 충청북도 보은군                 | 충청북도 보은군 보은읍 보은로 147    | 청주지방법원          |
| 진천군법원         | 충청북도 진천군                 | 충청북도 진천군 진천읍 남산3길 6     | 청주지방법원          |
| 괴산군법원         | 충청북도 괴산군 충청북도 증평군 | 충청북도 괴산군 괴산읍 읍내로 5길 20 | 청주지방법원          |
| 음성군법원         | 충청북도 음성군                 | 충청북도 음성군 음성읍 용광로 55     | 청주지방법원 충주지원 |
| 단양군법원         | 충청북도 단양군                 | 충청북도 단양군 단양읍 중앙1로 9     | 청주지방법원 제천지원 |
| 옥천군법원         | 충청북도 옥천군                 | 충청북도 옥천군 옥천읍 중앙로 96     | 청주지방법원 영동지원 |

### 대구고등법원
| 법원명     | 관할 구역         | 주소                                   | 피산하 법원           |
| ---------- | ----------------- | -------------------------------------- | --------------------- |
| 영천시법원 | 경상북도 영천시   | 경상북도 영천시 천문로 353             | 대구지방법원          |
| 경산시법원 | 경상북도 경산시   | 경상북도 경산시 박물관로1길 9          | 대구지방법원          |
| 청도군법원 | 경상북도 청도군   | 경상북도 청도군 화양읍 청화로 31       | 대구지방법원          |
| 칠곡군법원 | 경상북도 칠곡군   | 경상북도 칠곡군 왜관읍 전원4길 21      | 대구지방법원          |
| 고령군법원 | 경상북도 고령군   | 경상북도 고령군 대가야읍 대가야로 1441 | 대구지방법원 서부지원 |
| 성주군법원 | 경상북도 성주군   | 경상북도 성주군 성주읍 성주순환로 256  | 대구지방법원 서부지원 |
| 영주시법원 | 경상북도 영주시   | 경상북도 영주시 영주로 105             | 대구지방법원 안동지원 |
| 봉화군법원 | 경상북도 봉화군   | 경상북도 봉화군 봉화읍 봉화로 1085     | 대구지방법원 안동지원 |
| 구미시법원 | 경상북도 구미시   | 경상북도 구미시 봉곡로10길 5-8         | 대구지방법원 김천지원 |
| 문경시법원 | 경상북도 문경시   | 경상북도 문경시 매봉로 91              | 대구지방법원 상주지원 |
| 예천군법원 | 경상북도 예천군   | 경상북도 예천군 예천읍 충효로 81       | 대구지방법원 상주지원 |
| 군위군법원 | 대구광역시 군위군 | 대구광역시 군위군 군위읍 도군로 2734   | 대구지방법원 의성지원 |
| 청송군법원 | 경상북도 청송군   | 경상북도 청송군 청송읍 중앙로 319      | 대구지방법원 의성지원 |
| 영양군법원 | 경상북도 영양군   | 경상북도 영양군 영양읍 동서대로 67     | 대구지방법원 영덕지원 |
| 울진군법원 | 경상북도 울진군   | 경상북도 울진군 울진읍 월변2길 33      | 대구지방법원 영덕지원 |

### 부산고등법원
| 법원명         | 관할 구역              | 주소                                | 피산하 법원           |
| -------------- | ---------------------- | ----------------------------------- | --------------------- |
| 창원남부시법원 | 경상남도 창원시 진해구 | 경상남도 창원시 진해구 진해대로 833 | 창원지방법원          |
| 김해시법원     | 경상남도 김해시        | 경상남도 김해시 우암로 167          | 창원지방법원          |
| 의령군법원     | 경상남도 의령군        | 경상남도 의령군 의령읍 백산로 12    | 창원지방법원 마산지원 |
| 함안군법원     | 경상남도 함안군        | 경상남도 함안군 가야읍 가야13길 6   | 창원지방법원 마산지원 |
| 사천시법원     | 경상남도 사천시        | 경상남도 사천시 용현면 용현1길 39   | 창원지방법원 진주지원 |
| 남해군법원     | 경상남도 남해군        | 경상남도 남해군 남해읍 화전로 99    | 창원지방법원 진주지원 |
| 하동군법원     | 경상남도 하동군        | 경상남도 하동군 하동읍 군청로 33    | 창원지방법원 진주지원 |
| 산청군법원     | 경상남도 산청군        | 경상남도 산청군 산청읍 중앙로 27    | 창원지방법원 진주지원 |
| 거제시법원     | 경상남도 거제시        | 경상남도 거제시 거제중앙로31길 32   | 창원지방법원 통영지원 |
| 고성군법원     | 경상남도 고성군        | 경상남도 고성군 고성읍 동외로 110   | 창원지방법원 통영지원 |
| 창녕군법원     | 경상남도 창녕군        | 경상남도 창녕군 창녕읍 남창녕로 26  | 창원지방법원 밀양지원 |
| 함양군법원     | 경상남도 함양군        | 경상남도 함양군 함양읍 학사루길 8   | 창원지방법원 거창지원 |
| 합천군법원     | 경상남도 합천군        | 경상남도 합천군 합천읍 동서로 105   | 창원지방법원 거창지원 |
| 양산시법원     | 경상남도 양산시        | 경상남도 양산시 북안남5길 12        | 울산지방법원          |

### 광주고등법원
| 법원명       | 관할 구역               | 주소                                     | 피산하 법원           |
| ------------ | ----------------------- | ---------------------------------------- | --------------------- |
| 나주시법원   | 전라남도 나주시         | 전라남도 나주시 재신길 41                | 광주지방법원          |
| 담양군법원   | 전라남도 담양군         | 전라남도 담양군 담양읍 추성로 1354       | 광주지방법원          |
| 곡성군법원   | 전라남도 곡성군         | 전라남도 곡성군 곡성읍 곡성로 845        | 광주지방법원          |
| 화순군법원   | 전라남도 화순군         | 전라남도 화순군 화순읍 동헌길 21-18      | 광주지방법원          |
| 영광군법원   | 전라남도 영광군         | 전라남도 영광군 영광읍 중앙로 210        | 광주지방법원          |
| 장성군법원   | 전라남도 장성군         | 전라남도 장성군 장성읍 영천로 213        | 광주지방법원          |
| 영암군법원   | 전라남도 영암군         | 전라남도 영암군 영암읍 서남역로 21       | 광주지방법원 목포지원 |
| 무안군법원   | 전라남도 무안군         | 전라남도 무안군 무안읍 무안로 598        | 광주지방법원 목포지원 |
| 함평군법원   | 전라남도 함평군         | 전라남도 함평군 함평읍 중앙길 36         | 광주지방법원 목포지원 |
| 강진군법원   | 전라남도 강진군         | 전라남도 강진군 강진읍 중앙로 212        | 광주지방법원 장흥지원 |
| 여수시법원   | 전라남도 여수시         | 전라남도 여수시 망마로 26                | 광주지방법원 순천지원 |
| 광양시법원   | 전라남도 광양시         | 전라남도 광양시 중동로 80                | 광주지방법원 순천지원 |
| 구례군법원   | 전라남도 구례군         | 전라남도 구례군 구례읍 학교길 91         | 광주지방법원 순천지원 |
| 고흥군법원   | 전라남도 고흥군         | 전라남도 고흥군 고흥읍 터미널길 7        | 광주지방법원 순천지원 |
| 보성군법원   | 전라남도 보성군         | 전라남도 보성군 보성읍 송재로 168        | 광주지방법원 순천지원 |
| 완도군법원   | 전라남도 완도군         | 전라남도 완도군 완도읍 중앙길 57         | 광주지방법원 해남지원 |
| 진도군법원   | 전라남도 진도군         | 전라남도 진도군 진도읍 쌍정1길 16        | 광주지방법원 해남지원 |
| 김제시법원   | 전북특별자치도 김제시   | 전북특별자치도 김제시 중앙로 239         | 전주지방법원          |
| 진안군법원   | 전북특별자치도 진안군   | 전북특별자치도 진안군 진안읍 우화산길 8  | 전주지방법원          |
| 무주군법원   | 전북특별자치도 무주군   | 전북특별자치도 무주군 무주읍 향학로 71   | 전주지방법원          |
| 임실군법원   | 전북특별자치도 임실군   | 전북특별자치도 임실군 임실읍 중동로 62   | 전주지방법원          |
| 익산시법원   | 전북특별자치도 익산시   | 전북특별자치도 익산시 주현로 39          | 전주지방법원 군산지원 |
| 고창군법원   | 전북특별자치도 고창군   | 전북특별자치도 고창군 고창읍 교촌5길 6   | 전주지방법원 정읍지원 |
| 부안군법원   | 전북특별자치도 부안군   | 전북특별자치도 부안군 부안읍 용계길 17   | 전주지방법원 정읍지원 |
| 장수군법원   | 전북특별자치도 장수군   | 전북특별자치도 장수군 장수읍 싸리재로 13 | 전주지방법원 남원지원 |
| 순창군법원   | 전북특별자치도 순창군   | 전북특별자치도 순창군 순창읍 순창5길 36  | 전주지방법원 남원지원 |
| 서귀포시법원 | 제주특별자치도 서귀포시 | 제주특별자치도 서귀포시 일주동로 8690    | 제주지방법원          |

## 등기소
등기소는 원고가 피고에 대한 민사소송을 제기하기 위해 요청을 구할 수 있는 곳이다. 형사소송 같은 경우에는 경찰이 기소하며 그 사실을 검찰에게 보고한다.

### 서울고등법원
| 등기소명            | 관할 구역 | 주소                                          | 관할 법원                 | 대응 경찰기관 |
| ------------------- | --- | --------------------------------------------- | ------------------------- | --- |
| 서울중앙지법 등기국 | 서울특별시 동작구 서울특별시 관악구 서울특별시 서초구 서울특별시 강남구                                                                                       | 서울특별시 서초구 법원로3길 14                | 서울중앙지방법원          | 서울동작경찰서 서울관악경찰서 서울서초경찰서 서울방배경찰서 서울강남경찰서 서울수서경찰서                                                |
| 중부등기소          | 서울특별시 종로구 서울특별시 중구 | 서울특별시 중구 서소문로11길 34               | 서울중앙지방법원          | 서울종로경찰서 서울혜화경찰서 서울중부경찰서 서울남대문경찰서                                                                            |
| 서울남부지법 등기국 | 서울특별시 양천구 서울특별시 강서구 서울특별시 구로구 서울특별시 금천구 서울특별시 영등포구                                                                   | 서울특별시 영등포구 경인로 772                | 서울남부지방법원          | 서울양천경찰서 서울강서경찰서 서울구로경찰서 서울금천경찰서 서울영등포경찰서                                                             |
| 서울동부지법 등기국 | 서울특별시 성동구 서울특별시 광진구 서울특별시 송파구 서울특별시 강동구                                                                                       | 서울특별시 송파구 법원로 101                  | 서울동부지방법원          | 서울성동경찰서 서울광진경찰서 서울송파경찰서 서울강동경찰서                                                                              |
| 서울서부지법 등기국 | 서울특별시 용산구 서울특별시 은평구 서울특별시 서대문구 서울특별시 마포구                                                                                     | 서울특별시 마포구 마포대로 199                | 서울서부지방법원          | 서울용산경찰서 서울은평경찰서 서울서부경찰서 서울서대문경찰서 서울마포경찰서                                                             |
| 서울북부지법 등기국 | 서울특별시 동대문구 서울특별시 중랑구 서울특별시 성북구 서울특별시 강북구 서울특별시 도봉구 서울특별시 노원구                                                 | 서울특별시 도봉구 노해로 325                  | 서울북부지방법원          | 서울동대문경찰서 서울중랑경찰서 서울성북경찰서 서울종암경찰서 서울강북경찰서 서울도봉경찰서 서울노원경찰서                               |
| 의정부등기소        | 경기도 의정부시 경기도 양주시 | 경기도 의정부시 범골로146번길 13              | 의정부지방법원            | 의정부경찰서 양주경찰서 |
| 동두천등기소        | 경기도 동두천시 | 경기도 동두천시 지행로 97                     | 의정부지방법원            | 동두천경찰서 |
| 포천등기소          | 경기도 포천시 | 경기도 포천시 중앙로 27                       | 의정부지방법원            | 포천경찰서 |
| 연천등기소          | 경기도 연천군 | 경기도 연천군 연천읍 연천로 376               | 의정부지방법원            | 연천경찰서 |
| 철원등기소          | 강원특별자치도 철원군 | 강원특별자치도 철원군 갈말읍 삼부연로 59      | 의정부지방법원            | 철원경찰서 |
| 고양등기소          | 경기도 고양시 | 경기도 고양시 일산동구 중앙로1275번길 38-30   | 의정부지방법원 고양지원   | 고양경찰서 일산동부경찰서 일산서부경찰서                                                                                                 |
| 파주등기소          | 경기도 파주시 | 경기도 파주시 금바위로 40                     | 의정부지방법원 고양지원   | 파주경찰서 |
| 남양주등기과        | 경기도 구리시 경기도 남양주시 | 경기도 남양주시 다산중앙로82번안길 161        | 의정부지방법원 남양주지원 | 구리경찰서 |
| 가평등기소          | 경기도 가평군 | 경기도 가평군 가평읍 가화로 180               | 의정부지방법원 남양주지원 | 가평경찰서 |
| 인천지법 등기국     | 인천광역시 중구 인천광역시 동구 인천광역시 미추홀구 인천광역시 연수구 인천광역시 남동구 인천광역시 부평구 인천광역시 계양구 인천광역시 서구 인천광역시 옹진군 | 인천광역시 미추홀구 경원대로 881              | 인천지방법원              | 인천중부경찰서 인천미추홀경찰서 인천연수경찰서 인천남동경찰서 인천논현경찰서 인천부평경찰서 인천삼산경찰서 인천계양경찰서 인천서부경찰서 |
| 강화등기소          | 인천광역시 강화군 | 인천광역시 강화군 강화읍 강화대로 300         | 인천지방법원              | 인천강화경찰서 |
| 부천지원 등기과     | 경기도 부천시 | 경기도 부천시 상일로 129                      | 인천지방법원 부천지원     | 부천원미경찰서 부천소사경찰서 부천오정경찰서                                                                                             |
| 김포등기소          | 경기도 김포시 | 경기도 김포시 봉화로 16                       | 인천지방법원 부천지원     | 김포경찰서 |
| 춘천지법 등기과     | 강원특별자치도 춘천시 | 강원특별자치도 춘천시 공지로 284              | 춘천지방법원              | 춘천경찰서 |
| 홍천등기소          | 강원특별자치도 홍천군 | 강원특별자치도 홍천군 홍천읍 홍천로5길 8      | 춘천지방법원              | 홍천경찰서 |
| 화천등기소          | 강원특별자치도 화천군 | 강원특별자치도 화천군 화천읍 상승로 102       | 춘천지방법원              | 화천경찰서 |
| 양구등기소          | 강원특별자치도 양구군 | 강원특별자치도 양구군 양구읍 관공서로 30      | 춘천지방법원              | 양구경찰서 |
| 인제등기소          | 강원특별자치도 인제군 | 강원특별자치도 인제군 인제읍 인제로187번길 14 | 춘천지방법원              | 인제경찰서 |
| 강릉지원 등기과     | 강원특별자치도 강릉시 | 강원특별자치도 강릉시 동해대로 3288-18        | 춘천지방법원 강릉지원     | 강릉경찰서 |
| 동해등기소          | 강원특별자치도 동해시 | 강원특별자치도 동해시 해안로 217              | 춘천지방법원 강릉지원     | 동해경찰서 |
| 삼척등기소          | 강원특별자치도 삼척시 | 강원특별자치도 삼척시 청석로3길 16-17         | 춘천지방법원 강릉지원     | 삼척경찰서 |
| 원주지원 등기과     | 강원특별자치도 원주시 | 강원특별자치도 원주시 시청로 149              | 춘천지방법원 원주지원     | 원주경찰서 |
| 횡성등기소          | 강원특별자치도 횡성군 | 강원특별자치도 횡성군 횡성읍 읍상로 36        | 춘천지방법원 원주지원     | 횡성경찰서 |
| 속초지원 등기과     | 강원특별자치도 속초시 | 강원특별자치도 속초시 법대로 15               | 춘천지방법원 속초지원     | 속초경찰서 |
| 고성등기소          | 강원특별자치도 고성군 | 강원특별자치도 고성군 간성읍 간성로 84        | 춘천지방법원 속초지원     | 고성경찰서 |
| 양양등기소          | 강원특별자치도 양양군 | 강원특별자치도 양양군 양양읍 양양로 93        | 춘천지방법원 속초지원     | 양양경찰서 |
| 영월지원 등기계     | 강원특별자치도 영월군 | 강원특별자치도 영월군 영월읍 영월향교1길 53   | 춘천지방법원 영월지원     | 영월경찰서 |
| 태백등기소          | 강원특별자치도 태백시 | 강원특별자치도 태백시 문화로1길 25            | 춘천지방법원 영월지원     | 태백경찰서 |
| 평창등기소          | 강원특별자치도 평창군 | 강원특별자치도 평창군 평창읍 백오로 153       | 춘천지방법원 영월지원     | 평창경찰서 |
| 정선등기소          | 강원특별자치도 정선군 | 강원특별자치도 정선군 정선읍 봉양7길 7        | 춘천지방법원 영월지원     | 정선경찰서 |

### 수원고등법원
| 등기소명            | 관할 구역                                               | 주소                                  | 관할 법원             | 대응 경찰기관                                                              |
| ------------------- | ------------------------------------------------------- | ------------------------------------- | --------------------- | -------------------------------------------------------------------------- |
| 수원지방법원 등기국 | 경기도 수원시 경기도 화성시                             | 경기도 수원시 영통구 매영로345번길 49 | 수원지방법원          | 수원중부경찰서 수원서부경찰서 수원남부경찰서 화성서부경찰서 화성동탄경찰서 |
| 용인등기소          | 경기도 용인시                                           | 경기도 용인시 처인구 성산로 7         | 수원지방법원          | 용인동부경찰서 용인서부경찰서                                              |
| 오산등기소          | 경기도 오산시                                           | 경기도 오산시 법원로 65               | 수원지방법원          | 오산경찰서                                                                 |
| 이천등기소          | 경기도 이천시                                           | 경기도 이천시 구만리로 308            | 수원지방법원          | 이천경찰서                                                                 |
| 양평등기소          | 경기도 양평군                                           | 경기도 양평군 양평읍 양근로 154       | 수원지방법원          | 양평경찰서                                                                 |
| 송탄등기소          | 경기도 평택시 북부                                      | 경기도 평택시 경기대로 1351           | 수원지방법원          | 평택경찰서                                                                 |
| 안성등기소          | 경기도 안성시                                           | 경기도 안성시 안성맞춤대로 1188       | 수원지방법원          | 안성경찰서                                                                 |
| 성남지원 등기과     | 경기도 성남시 수정구 경기도 성남시 중원구               | 경기도 성남시 수정구 산성대로 451     | 수원지방법원 성남지원 | 성남수정경찰서 성남중원경찰서                                              |
| 분당등기소          | 경기도 성남시 분당구                                    | 경기도 성남시 분당구 불정로406번길 21 | 수원지방법원 성남지원 | 분당경찰서                                                                 |
| 하남등기소          | 경기도 하남시                                           | 경기도 하남시 검단로 15               | 수원지방법원 성남지원 | 하남경찰서                                                                 |
| 광주등기소          | 경기도 광주시                                           | 경기도 광주시 행정타운로 49-15        | 수원지방법원 성남지원 | 광주경찰서                                                                 |
| 여주지원 등기계     | 경기도 여주시                                           | 경기도 여주시 현암로 21-12            | 수원지방법원 여주지원 | 여주경찰서                                                                 |
| 평택지원 등기과     | 경기도 평택시 남부                                      | 경기도 평택시 평남로 1036             | 수원지방법원 평택지원 | 평택경찰서                                                                 |
| 안산지원 등기과     | 경기도 안산시                                           | 경기도 안산시 단원구 광덕서로 75      | 수원지방법원 안산지원 | 안산상록경찰서 안산단원경찰서                                              |
| 광명등기소          | 경기도 광명시                                           | 경기도 광명시 철산로 3-16             | 수원지방법원 안산지원 | 광명경찰서                                                                 |
| 시흥등기소          | 경기도 시흥시                                           | 경기도 시흥시 연성로 31               | 수원지방법원 안산지원 | 시흥경찰서                                                                 |
| 안양등기소          | 경기도 안양시 경기도 과천시 경기도 군포시 경기도 의왕시 | 경기도 안양시 동안구 관평로212번길 69 | 수원지방법원 안양지원 | 안양만안경찰서 안양동안경찰서 과천경찰서 군포경찰서 의왕경찰서             |

### 대전고등법원
| 등기소명        | 관할 구역                       | 주소                                   | 관할 법원             | 대응 경찰기관                                                                             |
| --------------- | ------------------------------- | -------------------------------------- | --------------------- | ----------------------------------------------------------------------------------------- |
| 대전지법 등기국 | 대전광역시 전 지역              | 대전광역시 유성구 동서대로 649         | 대전지방법원          | 대전동부경찰서 대전중부경찰서 대전서부경찰서 대전둔산경찰서 대전유성경찰서 대전대덕경찰서 |
| 세종등기소      | 세종특별자치시 전 지역          | 세종특별자치시 조치원읍 새내16길 27    | 대전지방법원          | 세종남부경찰서 세종북부경찰서                                                             |
| 금산등기소      | 충청남도 금산군                 | 충청남도 금산군 금산읍 인삼로 7        | 대전지방법원          | 금산경찰서                                                                                |
| 공주지원 등기계 | 충청남도 공주시                 | 충청남도 공주시 한적2길 34-15          | 대전지방법원 공주지원 | 공주경찰서                                                                                |
| 청양등기소      | 충청남도 청양군                 | 충청남도 청양군 청양읍 중앙로11길 20   | 대전지방법원 공주지원 | 청양경찰서                                                                                |
| 논산지원 등기계 | 충청남도 논산시 충청남도 계룡시 | 충청남도 논산시 강경읍 계백로 99       | 대전지방법원 논산지원 | 논산경찰서                                                                                |
| 부여등기소      | 충청남도 부여군                 | 충청남도 부여군 부여읍 사비로 28       | 대전지방법원 논산지원 | 부여경찰서                                                                                |
| 홍성지원 등기계 | 충청남도 홍성군                 | 충청남도 홍성군 홍성읍 법원로 38       | 대전지방법원 홍성지원 | 홍성경찰서                                                                                |
| 보령등기소      | 충청남도 보령시                 | 충청남도 보령시 중앙로 128             | 대전지방법원 홍성지원 | 보령경찰서                                                                                |
| 장항등기소      | 충청남도 서천군                 | 충청남도 서천군 장항읍 장항로 245      | 대전지방법원 홍성지원 | 서천경찰서                                                                                |
| 예산등기소      | 충청남도 예산군                 | 충청남도 예산군 예산읍 벚꽃로 145      | 대전지방법원 홍성지원 | 예산경찰서                                                                                |
| 서산지원 등기계 | 충청남도 서산시                 | 충청남도 서산시 공림4로 24             | 대전지방법원 서산지원 | 서산경찰서                                                                                |
| 당진등기소      | 충청남도 당진시                 | 충청남도 당진시 청룡길 140             | 대전지방법원 서산지원 | 당진경찰서                                                                                |
| 태안등기소      | 충청남도 태안군                 | 충청남도 태안군 태안읍 탑골길 71       | 대전지방법원 서산지원 | 태안경찰서                                                                                |
| 천안지원 등기과 | 충청남도 천안시                 | 충청남도 천안시 동남구 청수14로 77     | 대전지방법원 천안지원 | 천안동남경찰서 천안서북경찰서                                                             |
| 아산등기소      | 충청남도 아산시                 | 충청남도 아산시 용화로76번길 7         | 대전지방법원 천안지원 | 아산경찰서                                                                                |
| 청주지법 등기과 | 충청북도 청주시                 | 충청북도 청주시 서원구 산남로62번길 51 | 청주지방법원          | 청주상당경찰서 청주흥덕경찰서 청주청원경찰서                                              |
| 보은등기소      | 충청북도 보은군                 | 충청북도 보은군 보은읍 보은로 147      | 청주지방법원          | 보은경찰서                                                                                |
| 진천등기소      | 충청북도 진천군                 | 충청북도 진천군 진천읍 남산3길 6       | 청주지방법원          | 진천경찰서                                                                                |
| 괴산등기소      | 충청북도 괴산군 충청북도 증평군 | 충청북도 괴산군 괴산읍 읍내로5길 20    | 청주지방법원          | 괴산경찰서                                                                                |
| 충주지원 등기계 | 충청북도 충주시                 | 충청북도 충주시 계명대로 103           | 청주지방법원 충주지원 | 충주경찰서                                                                                |
| 음성등기소      | 충청북도 음성군                 | 충청북도 음성군 음성읍 용광로 55       | 청주지방법원 충주지원 | 음성경찰서                                                                                |
| 제천지원 등기계 | 충청북도 제천시                 | 충청북도 제천시 칠성로 53              | 청주지방법원 제천지원 | 제천경찰서                                                                                |
| 단양등기소      | 충청북도 단양군                 | 충청북도 단양군 단양읍 중앙1로 9       | 청주지방법원 제천지원 | 단양경찰서                                                                                |
| 영동지원 등기계 | 충청북도 영동군                 | 충청북도 영동군 영동읍 영동황간로 99   | 청주지방법원 영동지원 | 영동경찰서                                                                                |
| 옥천등기소      | 충청북도 옥천군                 | 충청북도 옥천군 옥천읍 중앙로 96       | 청주지방법원 영동지원 | 옥천경찰서                                                                                |

### 대구고등법원
| 등기소명        | 담당 구역                                                                         | 주소                                   | 관할 법원             | 대응 경찰기관                                                                             |
| --------------- | --------------------------------------------------------------------------------- | -------------------------------------- | --------------------- | ----------------------------------------------------------------------------------------- |
| 대구지법 등기국 | 대구광역시 중구 대구광역시 동구 대구광역시 남구 대구광역시 북구 대구광역시 수성구 | 대구광역시 동구 동부로 212             | 대구지방법원          | 대구중부경찰서 대구동부경찰서 대구남부경찰서 대구북부경찰서 대구강북경찰서 대구수성경찰서 |
| 영천등기소      | 경상북도 영천시                                                                   | 경상북도 영천시 천문로 353             | 대구지방법원          | 영천경찰서                                                                                |
| 경산등기소      | 경상북도 경산시                                                                   | 경상북도 경산시 박물관로1길 9          | 대구지방법원          | 경산경찰서                                                                                |
| 청도등기소      | 경상북도 청도군                                                                   | 경상북도 청도군 화양읍 청화로 31       | 대구지방법원          | 청도경찰서                                                                                |
| 칠곡등기소      | 경상북도 칠곡군                                                                   | 경상북도 칠곡군 왜관읍 전원4길 21      | 대구지방법원          | 칠곡경찰서                                                                                |
| 서부지원 등기과 | 대구광역시 서구 대구광역시 달서구 대구광역시 달성군                               | 대구광역시 달서구 장산남로 30          | 대구지방법원 서부지원 | 대구서부경찰서 대구달서경찰서 대구성서경찰서 대구달성경찰서                               |
| 고령등기소      | 경상북도 고령군                                                                   | 경상북도 고령군 대가야읍 대가야로 1441 | 대구지방법원 서부지원 | 고령경찰서                                                                                |
| 성주등기소      | 경상북도 성주군                                                                   | 경상북도 성주군 성주읍 성주순환로 256  | 대구지방법원 서부지원 | 성주경찰서                                                                                |
| 안동지원 등기계 | 경상북도 안동시                                                                   | 경상북도 안동시 강남로 304             | 대구지방법원 안동지원 | 안동경찰서                                                                                |
| 영주등기소      | 경상북도 영주시                                                                   | 경상북도 영주시 영주로 105             | 대구지방법원 안동지원 | 영주경찰서                                                                                |
| 봉화등기소      | 경상북도 봉화군                                                                   | 경상북도 봉화군 봉화읍 봉화로 1085     | 대구지방법원 안동지원 | 봉화경찰서                                                                                |
| 경주지원 등기계 | 경상북도 경주시                                                                   | 경상북도 경주시 화랑로 89              | 대구지방법원 경주지원 | 경주경찰서                                                                                |
| 포항지원 등기과 | 경상북도 포항시                                                                   | 경상북도 포항시 북구 법원로 181        | 대구지방법원 포항지원 | 포항남부경찰서 포항북부경찰서                                                             |
| 울릉등기소      | 경상북도 울릉군                                                                   | 경상북도 울릉군 울릉읍 행남길 21       | 대구지방법원 포항지원 | 울릉경찰서                                                                                |
| 김천지원 등기계 | 경상북도 김천시                                                                   | 경상북도 김천시 물망골길 39            | 대구지방법원 김천지원 | 김천경찰서                                                                                |
| 구미등기소      | 경상북도 구미시                                                                   | 경상북도 구미시 봉곡로10길 5-8         | 대구지방법원 김천지원 | 구미경찰서                                                                                |
| 상주지원 등기계 | 경상북도 상주시                                                                   | 경상북도 상주시 북천로 17-9            | 대구지방법원 상주지원 | 상주경찰서                                                                                |
| 문경등기소      | 경상북도 문경시                                                                   | 경상북도 문경시 매봉로 91              | 대구지방법원 상주지원 | 문경경찰서                                                                                |
| 예천등기소      | 경상북도 예천군                                                                   | 경상북도 예천군 예천읍 충효로 81       | 대구지방법원 상주지원 | 예천경찰서                                                                                |
| 의성지원 등기계 | 경상북도 의성군                                                                   | 경상북도 의성군 의성읍 군청길 67       | 대구지방법원 의성지원 | 의성경찰서                                                                                |
| 군위등기소      | 대구광역시 군위군                                                                 | 대구광역시 군위군 군위읍 도군로 2734   | 대구지방법원 의성지원 | 군위경찰서                                                                                |
| 청송등기소      | 경상북도 청송군                                                                   | 경상북도 청송군 청송읍 중앙로 319      | 대구지방법원 의성지원 | 청송경찰서                                                                                |
| 영덕지원 등기계 | 경상북도 영덕군                                                                   | 경상북도 영덕군 영덕읍 경동로 8337     | 대구지방법원 영덕지원 | 영덕경찰서                                                                                |
| 영양등기소      | 경상북도 영양군                                                                   | 경상북도 영양군 영양읍 동서대로 35     | 대구지방법원 영덕지원 | 영양경찰서                                                                                |
| 울진등기소      | 경상북도 울진군                                                                   | 경상북도 울진군 울진읍 월변2길 33      | 대구지방법원 영덕지원 | 울진경찰서                                                                                |

### 부산고등법원
| 등기소명        | 관할 구역 | 주소                                    | 관할 법원             | 대응 경찰기관 |
| --------------- | --- | --------------------------------------- | --------------------- | --- |
| 부산지법 등기국 | 부산광역시 중구 부산광역시 서구 부산광역시 동구 부산광역시 영도구 부산광역시 부산진구 부산광역시 동래구 부산광역시 금정구 부산광역시 연제구 | 부산광역시 연제구 법원로 31             | 부산지방법원          | 부산중부경찰서 부산서부경찰서 부산동부경찰서 부산영도경찰서 부산진경찰서 부산동래경찰서 부산금정경찰서 부산연제경찰서 |
| 동부지원 등기과 | 부산광역시 해운대구 부산광역시 기장군 | 부산광역시 해운대구 재반로112번길 20    | 부산지방법원 동부지원 | 부산해운대경찰서 부산기장경찰서                                                                                       |
| 남부산등기소    | 부산광역시 남구 부산광역시 수영구 | 부산광역시 수영구 광남로 26             | 부산지방법원 동부지원 | 부산남부경찰서 |
| 서부지원 등기과 | 부산광역시 사하구 부산광역시 강서구 | 부산광역시 강서구 명지국제7로 77        | 부산지방법원 서부지원 | 부산사하경찰서 부산강서경찰서                                                                                         |
| 북부산등기소    | 부산광역시 북구 부산광역시 사상구 | 부산광역시 북구 사상로583번길 14        | 부산지방법원 서부지원 | 부산북부경찰서 부산사상경찰서                                                                                         |
| 창원지법 등기과 | 경상남도 창원시 의창구 경상남도 창원시 성산구                                                                                               | 경상남도 창원시 성산구 창이대로 681     | 창원지방법원          | 창원중부경찰서 창원서부경찰서                                                                                         |
| 진해등기소      | 경상남도 창원시 진해구 | 경상남도 창원시 진해구 진해대로 833     | 창원지방법원          | 진해경찰서 |
| 김해등기소      | 경상남도 김해시 | 경상남도 김해시 우암로 167              | 창원지방법원          | 김해중부경찰서 김해서부경찰서                                                                                         |
| 마산지원 등기계 | 경상남도 창원시 마산합포구 경상남도 창원시 마산회원구                                                                                       | 경상남도 창원시 마산합포구 완월동7길 16 | 창원지방법원 마산지원 | 마산중부경찰서 마산동부경찰서                                                                                         |
| 의령등기소      | 경상남도 의령군 | 경상남도 의령군 의령읍 백산로 12        | 창원지방법원 마산지원 | 의령경찰서 |
| 함안등기소      | 경상남도 함안군 | 경상남도 함안군 가야읍 가야13길 6       | 창원지방법원 마산지원 | 함안경찰서 |
| 진주지원 등기과 | 경상남도 진주시 | 경상남도 진주시 진양호로 303            | 창원지방법원 진주지원 | 진주경찰서 |
| 사천등기소      | 경상남도 사천시 | 경상남도 사천시 용현면 용현1길 39       | 창원지방법원 진주지원 | 사천경찰서 |
| 남해등기소      | 경상남도 남해군 | 경상남도 남해군 남해읍 화전로 99        | 창원지방법원 진주지원 | 남해경찰서 |
| 하동등기소      | 경상남도 하동군 | 경상남도 하동군 하동읍 군청로 33        | 창원지방법원 진주지원 | 하동경찰서 |
| 산청등기소      | 경상남도 산청군 | 경상남도 산청군 산청읍 중앙로 27        | 창원지방법원 진주지원 | 산청경찰서 |
| 통영지원 등기계 | 경상남도 통영시 | 경상남도 통영시 용남면 동달안길 67      | 창원지방법원 통영지원 | 통영경찰서 |
| 거제등기소      | 경상남도 거제시 | 경상남도 거제시 거제중앙로31길 32       | 창원지방법원 통영지원 | 거제경찰서 |
| 고성등기소      | 경상남도 고성군 | 경상남도 고성군 고성읍 동외로 110       | 창원지방법원 통영지원 | 고성경찰서 |
| 밀양지원 등기계 | 경상남도 밀양시 | 경상남도 밀양시 밀양대로 1993-20        | 창원지방법원 밀양지원 | 밀양경찰서 |
| 창녕등기소      | 경상남도 창녕군 | 경상남도 창녕군 창녕읍 남창녕로 26      | 창원지방법원 밀양지원 | 창녕경찰서 |
| 거창지원 등기계 | 경상남도 거창군 | 경상남도 거창군 거창읍 죽전1길 31       | 창원지방법원 거창지원 | 거창경찰서 |
| 함양등기소      | 경상남도 함양군 | 경상남도 함양군 함양읍 학사루길 8       | 창원지방법원 거창지원 | 함양경찰서 |
| 합천등기소      | 경상남도 합천군 | 경상남도 합천군 합천읍 동서로 105       | 창원지방법원 거창지원 | 합천경찰서 |
| 울산지법 등기과 | 울산광역시 전 지역 | 울산광역시 남구 법대로 55               | 울산지방법원          | 울산중부경찰서 울산남부경찰서 울산동부경찰서 울산북부경찰서 울산울주경찰서                                            |
| 양산등기소      | 경상남도 양산시 | 경상남도 양산시 북안남5길 12            | 울산지방법원          | 양산경찰서 |

### 광주고등법원
| 등기소명        | 관할 구역                                   | 주소                                     | 관할 법원             | 대응 경찰기관                                                              |
| --------------- | ------------------------------------------- | ---------------------------------------- | --------------------- | -------------------------------------------------------------------------- |
| 광주지법 등기국 | 광주광역시 전 지역                          | 광주광역시 서구 시청로 106               | 광주지방법원          | 광주동부경찰서 광주서부경찰서 광주남부경찰서 광주북부경찰서 광주광산경찰서 |
| 나주등기소      | 전라남도 나주시                             | 전라남도 나주시 재신길 41                | 광주지방법원          | 나주경찰서                                                                 |
| 담양등기소      | 전라남도 담양군                             | 전라남도 담양군 담양읍 추성로 1354       | 광주지방법원          | 담양경찰서                                                                 |
| 곡성등기소      | 전라남도 곡성군                             | 전라남도 곡성군 곡성읍 곡성로 845        | 광주지방법원          | 곡성경찰서                                                                 |
| 화순등기소      | 전라남도 화순군                             | 전라남도 화순군 화순읍 동헌길 21-18      | 광주지방법원          | 화순경찰서                                                                 |
| 영광등기소      | 전라남도 영광군                             | 전라남도 영광군 영광읍 중앙로 210        | 광주지방법원          | 영광경찰서                                                                 |
| 장성등기소      | 전라남도 장성군                             | 전라남도 장성군 장성읍 영천로 213        | 광주지방법원          | 장성경찰서                                                                 |
| 목포지원 등기과 | 전라남도 목포시 전라남도 신안군             | 전라남도 목포시 정의로 29                | 광주지방법원 목포지원 | 목포경찰서 신안경찰서                                                      |
| 영암등기소      | 전라남도 영암군                             | 전라남도 영암군 영암읍 서남역로 21       | 광주지방법원 목포지원 | 영암경찰서                                                                 |
| 무안등기소      | 전라남도 무안군                             | 전라남도 무안군 무안읍 무안로 598        | 광주지방법원 목포지원 | 무안경찰서                                                                 |
| 함평등기소      | 전라남도 함평군                             | 전라남도 함평군 함평읍 중앙길 36         | 광주지방법원 목포지원 | 함평경찰서                                                                 |
| 장흥지원 등기계 | 전라남도 장흥군                             | 전라남도 장흥군 장흥읍 읍성로 121-1      | 광주지방법원 장흥지원 | 장흥경찰서                                                                 |
| 강진등기소      | 전라남도 강진군                             | 전라남도 강진군 강진읍 중앙로 212        | 광주지방법원 장흥지원 | 강진경찰서                                                                 |
| 순천지원 등기과 | 전라남도 순천시                             | 전라남도 순천시 왕지로 21                | 광주지방법원 순천지원 | 순천경찰서                                                                 |
| 여수등기소      | 전라남도 여수시 동부                        | 전라남도 여수시 고소3길 5                | 광주지방법원 순천지원 | 여수경찰서                                                                 |
| 여천등기소      | 전라남도 여수시 서부                        | 전라남도 여수시 망마로 26                | 광주지방법원 순천지원 | 여수경찰서                                                                 |
| 광양등기소      | 전라남도 광양시                             | 전라남도 광양시 중동로 80                | 광주지방법원 순천지원 | 광양경찰서                                                                 |
| 구례등기소      | 전라남도 구례군                             | 전라남도 구례군 구례읍 학교길 91         | 광주지방법원 순천지원 | 구례경찰서                                                                 |
| 고흥등기소      | 전라남도 고흥군                             | 전라남도 고흥군 고흥읍 터미널길 7        | 광주지방법원 순천지원 | 고흥경찰서                                                                 |
| 보성등기소      | 전라남도 보성군                             | 전라남도 보성군 보성읍 송재로 168        | 광주지방법원 순천지원 | 보성경찰서                                                                 |
| 해남지원 등기계 | 전라남도 해남군                             | 전라남도 해남군 해남읍 중앙1로 330       | 광주지방법원 해남지원 | 해남경찰서                                                                 |
| 완도등기소      | 전라남도 완도군                             | 전라남도 완도군 완도읍 중앙길 57         | 광주지방법원 해남지원 | 완도경찰서                                                                 |
| 진도등기소      | 전라남도 진도군                             | 전라남도 진도군 진도읍 쌍정1길 16        | 광주지방법원 해남지원 | 진도경찰서                                                                 |
| 전주지법 등기과 | 전북특별자치도 전주시 전북특별자치도 완주군 | 전북특별자치도 전주시 덕진구 가인로 33   | 전주지방법원          | 전주완산경찰서 전주덕진경찰서 완주경찰서                                   |
| 김제등기소      | 전북특별자치도 김제시                       | 전북특별자치도 김제시 중앙로 239         | 전주지방법원          | 김제경찰서                                                                 |
| 진안등기소      | 전북특별자치도 진안군                       | 전북특별자치도 진안군 진안읍 우화산길 4  | 전주지방법원          | 진안경찰서                                                                 |
| 무주등기소      | 전북특별자치도 무주군                       | 전북특별자치도 무주군 무주읍 향학로 71   | 전주지방법원          | 무주경찰서                                                                 |
| 임실등기소      | 전북특별자치도 임실군                       | 전북특별자치도 임실군 임실읍 중동로 62   | 전주지방법원          | 임실경찰서                                                                 |
| 군산지원 등기과 | 전북특별자치도 군산시                       | 전북특별자치도 군산시 법원로 68          | 전주지방법원 군산지원 | 군산경찰서                                                                 |
| 익산등기소      | 전북특별자치도 익산시                       | 전북특별자치도 익산시 주현로 39          | 전주지방법원 군산지원 | 익산경찰서                                                                 |
| 정읍지원 등기계 | 전북특별자치도 정읍시                       | 전북특별자치도 정읍시 수성6로 29         | 전주지방법원 정읍지원 | 정읍경찰서                                                                 |
| 고창등기소      | 전북특별자치도 고창군                       | 전북특별자치도 고창군 고창읍 교촌5길 6   | 전주지방법원 정읍지원 | 고창경찰서                                                                 |
| 부안등기소      | 전북특별자치도 부안군                       | 전북특별자치도 부안군 부안읍 용계길 17   | 전주지방법원 정읍지원 | 부안경찰서                                                                 |
| 남원지원 등기계 | 전북특별자치도 남원시                       | 전북특별자치도 남원시 용성로 59          | 전주지방법원 남원지원 | 남원경찰서                                                                 |
| 장수등기소      | 전북특별자치도 장수군                       | 전북특별자치도 장수군 장수읍 싸리재로 13 | 전주지방법원 남원지원 | 장수경찰서                                                                 |
| 순창등기소      | 전북특별자치도 순창군                       | 전북특별자치도 순창군 순창읍 순창5길 36  | 전주지방법원 남원지원 | 순창경찰서                                                                 |
| 제주지법 등기과 | 제주특별자치도 제주시                       | 제주특별자치도 제주시 남광북5길 3        | 제주지방법원          | 제주동부경찰서 제주서부경찰서                                              |
| 서귀포등기소    | 제주특별자치도 서귀포시                     | 제주특별자치도 서귀포시 일주동로 8690    | 제주지방법원          | 서귀포경찰서                                                               |

## 같이 보기
- 대한민국의 법원
- 대한민국 대법원
- 대한민국의 고등법원
- 대한민국의 지방법원
- 대한민국의 가정법원
- 대한민국의 회생법원
- 대한민국 검찰청
- 대한민국 경찰청